# Al Maqqari
 (septembre 2024).
Al Maqqari (Ahmad ibn Muhammad al-Maqqari,), parfois orthographié Al Maqri, est un historien arabe, né à Tlemcen vers 1577,, et mort au Caire en 1632.

## Biographie
Né à Tlemcen, au sein d'une famille notable qui trace ses origines au village de Magra près de M'Sila, il y passe les premières années de sa vie et y étudie le Coran et les traditions sous la direction de son oncle, alors mufti de la ville. Il part ensuite suivre la cour du roi Ahmad al Mansour, à qui il dédie son Rawdat al-As (le Jardin de Myrte), qui traite des oulémas de Marrakech et Fès. À la mort d'al Mansour, en 1603, al Maqqari s'installe à Fez. Il y est nommé mufti et imam de la mosquée Quaraouiyine en 1618 par Zaidan el-Nasir, le successeur d'al Mansour.
Mais, la même année, il abandonne Fez et réalise son premier pèlerinage à La Mecque. Il s'installe au Caire l'année suivante. En 1620, il visite Jérusalem et Damas et, au cours des six années suivantes, il refait cinq pèlerinages à La Mecque. En 1628, il emménage à Damas, où il donne des conférences sur la collection de hadîth de Bukhari, les délices d'Al-Andalus et, sous la protection d'un riche mécène, il est stimulé pour écrire une histoire du royaume musulman. Il retourne cette même année au Caire où il continue son travail de rédaction. Il meurt en 1632, alors qu'il se préparait à s'installer définitivement à Damas.

## Œuvre
Al Maqqari est l'auteur de nombreux travaux, sur des thèmes religieux et littéraires, mais son œuvre principale, connue sous le nom de Nafh al-tib (titre complet: Nafh al-tib min ghusn al-Andalus al-ratib wa-dhikr waziriha Lisan al-Din ibn al-Khatib, ce qui signifie "Exhalation de la douce odeur du rameau vert d'al-Andalus et histoire du vizir Lisan ed din ben al-Khatib"), est une histoire d'Al-Andalus (première partie) et une biographie d'Ibn al-Khatib (seconde partie).
Dans la préface de son œuvre, Al Maqqari explique que, étant à Damas, il fut invité à écrire une biographie de l'historien et vizir Abu Abd Allah Muhammad ibn Abd Allah, plus connu comme Lisan ad-Din (la langue de la religion) Ibn al-Khatib (le fils du prédicateur). Pour introduire la biographie, il composa plus tard une compilation de plusieurs travaux sur la description et l'histoire d'Al-Andalus.
Cette première partie est une authentique encyclopédie historico-littéraire sur Al-Andalus, divisée en huit livres dont les thématiques sont les suivantes :
- livre I : description physique de l'île d'Andalus ;
- livre II : conquête d'Al-Andalus par les Arabes. Gouverneurs ;
- livre III : histoire des califes et rois ;
- livre IV : description de la ville de Cordoue, son histoire et ses monuments ;
- livre V : histoire des Andalousiens qui voyagèrent en Orient ;
- livre VI : musulmans d'Orient qui voyagèrent en Al-Andalus ;
- livre VII : ébauches d'histoire littéraire, qualités intellectuelles et morales qu'Allah a conféré aux Andalousiens ;
- livre VIII : défaite et expulsion des musulmans d'Al-Andalus par les chrétiens[9].

La seconde partie se concentre sur Ibn al-Khatib et est, elle aussi, divisée en huit livres, qui traitent de divers aspects de sa personnalité: ses ancêtres, sa vie, ses maîtres, ses correspondances, son style, son œuvre, ses disciples et ses enfants.
La première partie de l'œuvre possède une très grande valeur historique et historiographique, car elle résume et ordonne chronologiquement les connaissances sur Al-Andalus apportées par de nombreux auteurs arabes antérieurs, dont les écrits se sont perdus. Elle eut une longue transmission écrite avant d'être imprimée. Sa valeur historique et bibliographique lui valut de servir d'inspiration et de source aux premières créations littéraires de tournure historique traitant de la présence musulmane dans la Péninsule Ibérique. Ainsi, José Antonio Conde tenta, sans succès, de se procurer une copie du manuscrit préservée à la Bibliothèque Royale de Paris, pour écrire son Historia de la Dominación de los árabes en España (Histoire de la domination des Arabes en Espagne). Pascual de Gayangos, connu comme le premier universitaire agrégé d'arabe en Espagne, fut le premier à éditer l'œuvre pour l'érudition moderne, dans une version résumée et réorganisée de la première partie qu'il traduisit en anglais sous le titre The History of the Mohammedan Dynasties in Spain (L'Histoire des Dynasties Mahométannes en Espagne, Londres, 1840-1843).
La première partie a été traduite et publiée par Wright, Krehl, Reinhart Dozy et Dugat avec le titre Analectes sur l'histoire et la littérature des Arabes d'Espagne (Leiden, 1855-1861). L'œuvre complète a été éditée à Boulaq (1863), au Caire (1885) et à Beyrouth (1988).
Signalons d'autres ouvrages d'Al Maqqari, publiés :
1. (Azhâr Al-Kimâma); réalisé et publié par le chercheur marocain, Badr Al Maqqari (Rabat, 2014) ;
2. (Azhâr Arriyâd), publié au Caire et à Rabat ;
3. (Rawdat al-Âce), publié par l'historien marocain, Abdelouhab Benmansour à Rabat, en 1964 ;
4. (Fath al-Muta3âl), publié en Inde.

### En ligne
Texte original et traductions
- (ar + fr) Aḥmad ibn Muḥammad Maqqarī (auteur) et William Wright (directeur de publication), Analectes sur l'histoire et la littérature des Arabes d'Espagne, vol. 1 : Introduction, Leyde, E.J. Brill, 1855 (lire en ligne)Texte en arabe, apparat en français
  - (en) Aḥmad ibn Muḥammad Maqqarī (auteur) et Pascual de Gayangos (trad.), The History of the Mohammedan Dynasties in Spain: Extracted from the Nafhu-t-tíb Min Ghosni-l-Andalusi-r-rattíb Wa Táríkh Lisánu-d-Dín Ibni-l-Khattíb, vol. 1 : Introduction, Londres, 1840[11] Biographie et œuvres, par le traducteur, p. xxxi–xxxiv Réédition moderne  (ISBN 0-415-29771-0)
- (en) Al-Maqqari, « Breath Of Perfumes », dans Charles F. Horne, Sacred books and early literature of the east: Medieval Arabic, Moorish, and Turkish,  (ISBN 0-7661-0001-4).